# アイオメガ
アイオメガ (Iomega Corporation、NYSE：IOM) は、アメリカ合衆国カリフォルニア州サンディエゴ市に本拠地をおいていたコンピュータ関連機器の製造企業である。1980年に設立。製品は補助記憶装置が中心だった。

## 概要
1980年に設立。フロッピーディスクがもてはやされていた時期に、すでに10メガバイト(10MB)の大容量メディアを開発しており、この「10M」にちなんで、「10M」→「1」＋「0」＋「MEGA」→「I」＋「O」＋「MEGA」から、社名を「IOMEGA」とした。
Bernoulliディスクによる企業向け製品を主体としていたが、1990年代に入ると個人向け製品であるリムーバブルメディアを多数リリースして業績を伸ばした。特に、1994年に製品化したZipは、ドライブ・メディアとも安価で、個人向けには十分な容量を持ったZipは大きく普及した。1999年には、前年11月に倒産したライバル会社SyQuestを買収している。
しかし、1990年代末に汎用規格であるCD-Rやメモリーカードが普及すると、独自規格のアイオメガ商品は急速に売り上げを落としていった。
2004年4月14日時点の従業社員は590人まで減り、2008年4月8日にEMCによるIomega買収が発表された。その後EMCはレノボと提携し、アイオメガのブランドはLenovoEMCへ移管され、現在レノボから"アイオメガ"の名を冠したネットワークストレージなどが販売されている。アイオメガ時代のドライブ・ディスク類の製造は全て終了。

## 主な製品
- Bernoulliディスク
- Ditto
- Zip (25MB, 100MB, 250MB, 750MB)
- Jaz (500MB, 1GB, 2GB)
- PocketZip (40MB)
- ZipCD
- REV
- Buz (ビデオ・キャプチャ)